# Brazuca

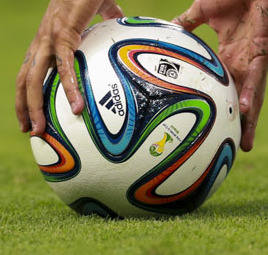
Ballon officiel.

Le Brazuca est le ballon officiel de la coupe du monde de football de 2014 qui a lieu au Brésil jusqu'au 13 juillet 2014. Il est fabriqué par l'équipementier allemand Adidas et est présenté le 3 décembre 2013 à Rio de Janeiro. Le Brazuca est aussi sélectionné pour jouer la finale de la Coupe du Roi opposant le FC Barcelone face au Real Madrid.

## Nom

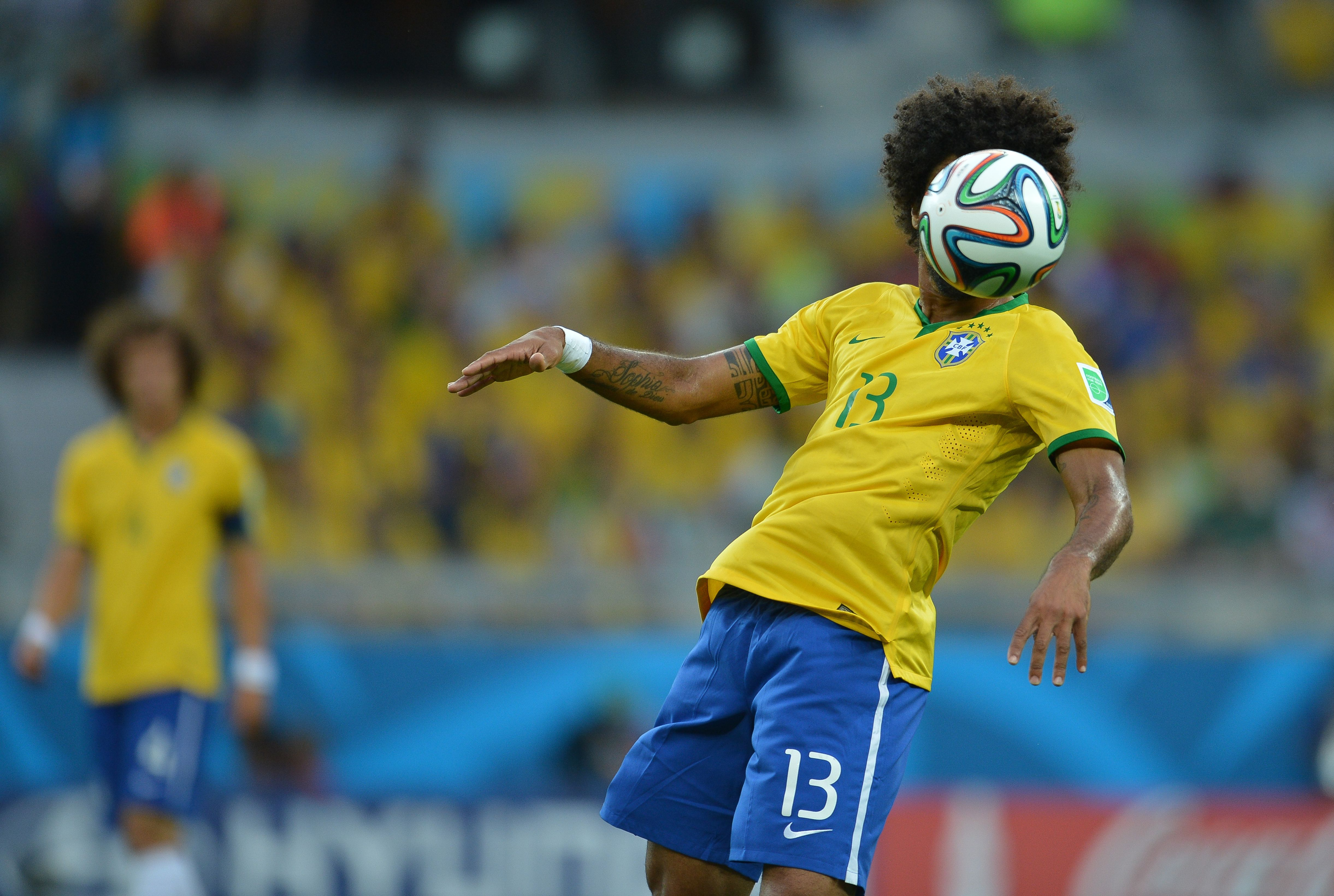
Ballon Brazuca lors du match Brésil-Allemagne

Le nom « Brazuca » est révélé le 2 septembre 2012 après un vote organisé par le comité d'organisation de la coupe du monde et Adidas. Plus d'un million d'internautes brésiliens participent à l'élection remporté par Brazuca avec 77,8 % des votes alors que les deux autres propositions, Bossa Nova et Carnavalesca, récoltent respectivement 14,6 % et 7,6 % des suffrages. Le terme Brazuca signifie brésilien en argot du Brésil.

## Caractéristiques
Les motifs dessinés sur le Brazuca représentent les célèbres bracelets brésiliens. Il est composé de six panneaux de polyuréthane rouge, bleu et vert sur fond blanc et pèse 437 grammes. Le Brazuca est testé durant deux ans et demi par 600 joueurs de 30 équipes dans le monde entier, dont Lionel Messi et Zinédine Zidane.

## Dérivé

### Brazuca Final Rio

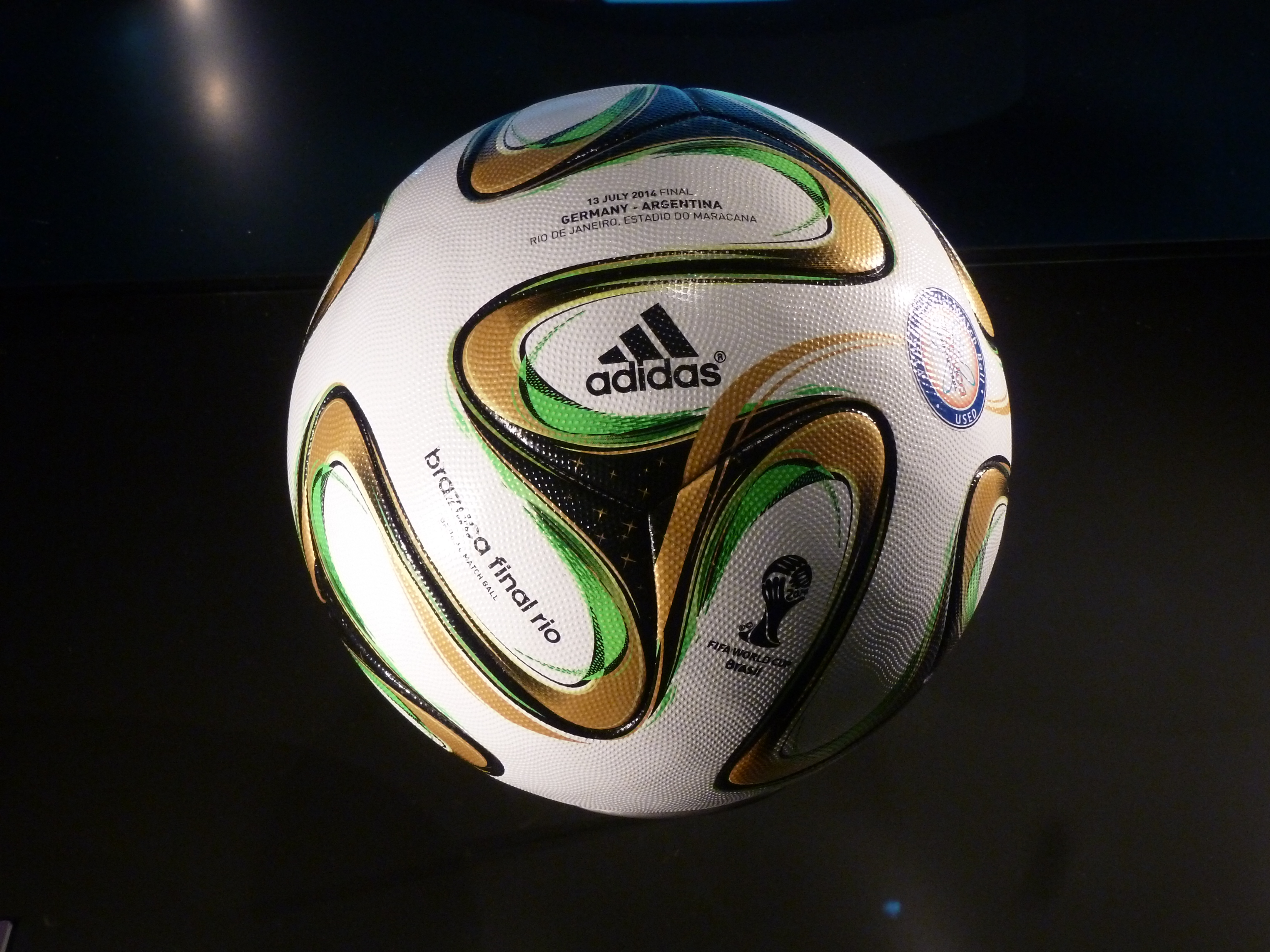
Le Brazuca Final Rio, utilisé pour la finale

Le Brazuca Final Rio est la version du ballon Brazuca utilisée pour la finale de la coupe du monde 2014. Elle est caractérisée par les couleurs vert et jaune du trophée de la Coupe du monde de football.

## Galerie

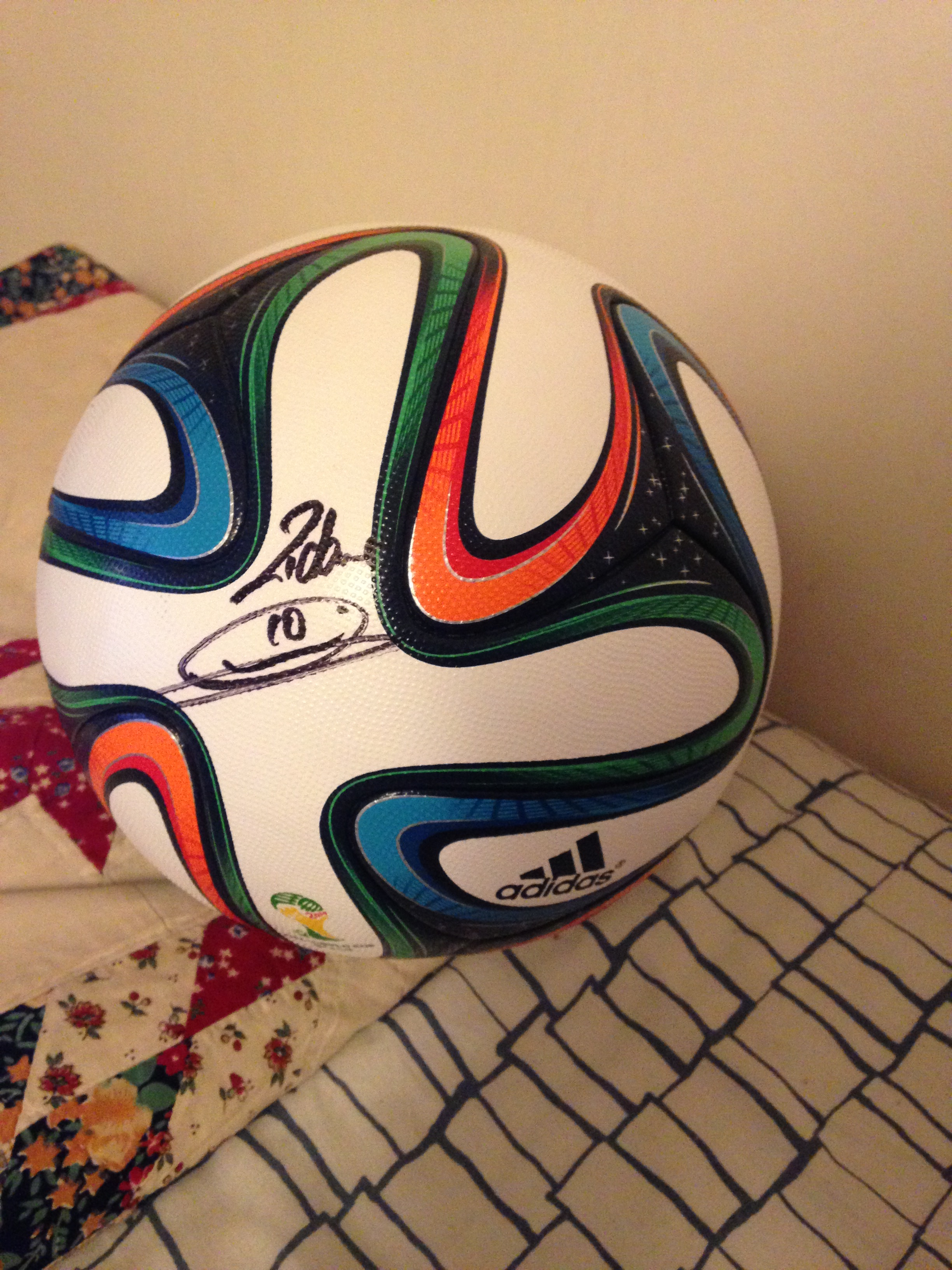
Brazuca dédicacé par Zinédine Zidane
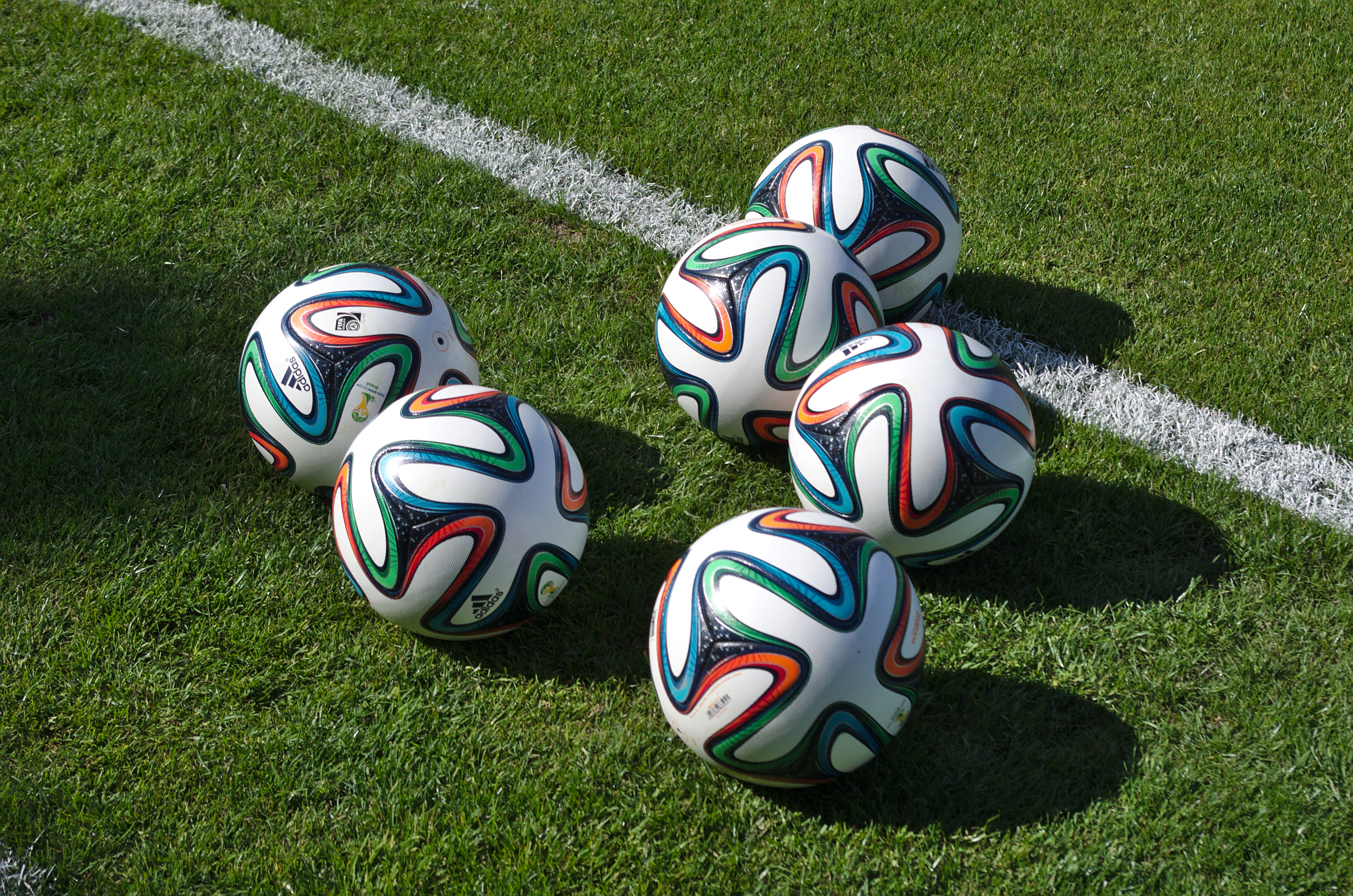
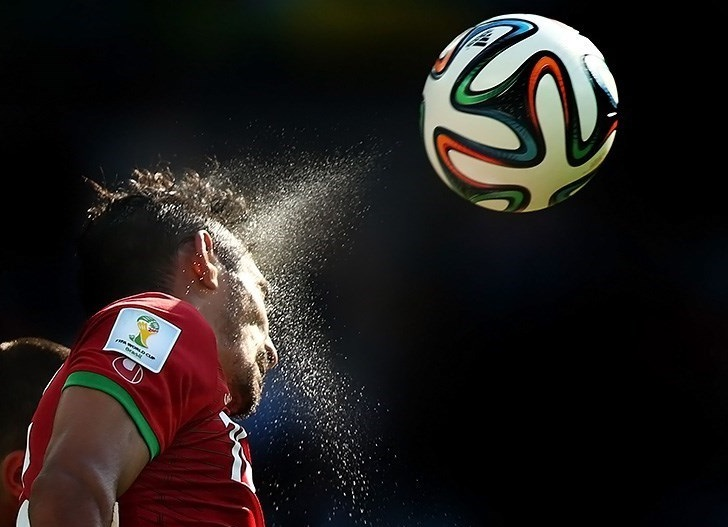